# Хатминки
Хатминки — деревня в Троицком административном округе Москвы (до 1 июля 2012 года была в составе Наро-Фоминского района Московской области). Входит в состав поселения Первомайское.

## Население
| 1859 | 1890 | 1899 | 1926 | 2002 | 2006 | 2010 |
| ---- | ---- | ---- | ---- | ---- | ---- | ---- |
| 100  | ↘82  | ↘76  | ↗117 | ↘11  | ↘4   | ↗10  |

Согласно Всероссийской переписи, в 2002 году в деревне проживало 11 человек (4 мужчин и 7 женщин). По данным на 2005 год, в деревне проживало 4 человека.

## География
Деревня Хатминки находится в северной части Троицкого административного округа, на левом берегу реки Десны примерно в 6 км к северо-западу от центра города Троицка. В 6 км к северу проходит Киевское шоссе М3, в 5 км к юго-востоку — Калужское шоссе А130, в 11 км к юго-западу — Московское малое кольцо А107. Ближайший населённый пункт — деревня Клоково.

## История
…за кн. Борисомъ Алексѣевичемъ Голицынымъ сельцо Хотмынки, Сергіевское тожъ, на Суходомѣ, а въ сельцѣ дв. вотчинниковъ, людей въ немъ 2 челов., дв. дворовыхъ людей, въ немъ 4 челов. и 4 дв. крестьянскихъ…— переписная книга 1704 г.
В 1710 году в селе Хотминки на средства князя Б. А. Голицына был построен небольшой однокупольный храм Сергия Радонежского. В 1805 году к храму была пристроена колокольня, а в 1889 году — Казанский придел.
В середине XX века храм был снесён.
В «Списке населённых мест» 1862 года Сергиевское (Хотмынка, Хотминки) — владельческое село 1-го стана Подольского уезда Московской губернии по правую сторону старокалужского тракта, в 23 верстах от уездного города и 24 верстах от становой квартиры, при реке Десне и речке Лыкинский овраг, с 18 дворами, православной церковью и 100 жителями (43 мужчины, 57 женщин).
По данным на 1899 год — село Красно-Пахорской волости Подольского уезда с 76 жителями.
В 1913 году — 23 двора.
По материалам Всесоюзной переписи населения 1926 года — деревня Ширяевского сельсовета Красно-Пахорской волости Подольского уезда в 7,5 км от Варшавского шоссе и 12,8 км от станции Апрелевка Киево-Воронежской железной дороги, проживало 117 жителей (51 мужчина, 66 женщин), насчитывалось 21 хозяйство, из которых 20 крестьянских.
1929—1946 гг. — населённый пункт в составе Красно-Пахорского района Московской области.
1946—1957 гг. — в составе Калининского района Московской области.
1957—1960 гг. — в составе Ленинского района Московской области.
1960—1963, 1965—2012 гг. — в составе Наро-Фоминского района Московской области.
1963—1965 гг. — в составе Звенигородского укрупнённого сельского района Московской области.